# Стокс (округ)
Округ Стокс (англ. Stokes County) располагается в штате Северная Каролина, США. Официально образован в 1789 году. По состоянию на 2010 год, численность населения составляла 47 401 человек.

## География
По данным Бюро переписи США, общая площадь округа равняется 1181,041 км2, из которых 1170,681 км2 суша и 10,360 км2 или 0,890 % это водоемы.

## Население
По данным переписи населения 2000 года в округе проживает 44 712 жителей в составе 17 579 домашних хозяйств и 13 043 семей. Плотность населения составляет 38,00 человек на км2. На территории округа насчитывается 19 262 жилых строений, при плотности застройки около 16,00-ти строений на км2. Расовый состав населения: белые — 93,43 %, афроамериканцы — 4,66 %, коренные американцы (индейцы) — 0,24 %, азиаты — 0,19 %, гавайцы — 0,05 %, представители других рас — 0,88 %, представители двух или более рас — 0,54 %. Испаноязычные составляли 1,87 % населения независимо от расы.
В составе 33,80 % из общего числа домашних хозяйств проживают дети в возрасте до 18 лет, 60,60 % домашних хозяйств представляют собой супружеские пары проживающие вместе, 9,70 % домашних хозяйств представляют собой одиноких женщин без супруга, 25,80 % домашних хозяйств не имеют отношения к семьям, 22,80 % домашних хозяйств состоят из одного человека, 8,90 % домашних хозяйств состоят из престарелых (65 лет и старше), проживающих в одиночестве. Средний размер домашнего хозяйства составляет 2,51 человека, и средний размер семьи 2,94 человека.
Возрастной состав округа: 24,50 % моложе 18 лет, 7,30 % от 18 до 24, 31,40 % от 25 до 44, 25,00 % от 45 до 64 и 25,00 % от 65 и старше. Средний возраст жителя округа 37 лет. На каждые 100 женщин приходится 96,10 мужчин. На каждые 100 женщин старше 18 лет приходится 92,60 мужчин.
Средний доход на домохозяйство в округе составлял 38 808 USD, на семью — 44 615 USD. Среднестатистический заработок мужчины был 30 824 USD против 24 319 USD для женщины. Доход на душу населения составлял 18 130 USD. Около 6,90 % семей и 9,10 % общего населения находились ниже черты бедности, в том числе — 10,00 % молодежи (тех, кому ещё не исполнилось 18 лет) и 15,90 % тех, кому было уже больше 65 лет.